# Katariina (Kotka)
Katariina est un quartier situé dans l'île de Kotkansaari à  Kotka en Finlande.

## Présentation
Katariina est situé au sud de Kotkansaari. 
Il compte 698 habitants en 2016.
Katariina est une zone de maisons individuelles et jumelées majoritairement construites en bois.
Le stade Arto Tolsa, la piscine Katariina et le terrain de sport de Puistola sont situés dans le quartier. 
À Pookinmäki, dans la partie orientale du quartier se trouvent le campus Katariina du collège professionnel de la vallée de la Kymi, le poste de garde maritime de Kotka et la tour d'observation de la forteresse maritime de Ruotsinsalmi.
Le fort principal de la forteresse maritime de Ruotsinsalmi est le fort Katarina situé dans le quartier actuel de Katariina.
Dans la partie orientale de Katariina se trouve le parc aquatique de Sapokka et sa marina.
La plage de Mansikkalahti est aussi située dans le quartier de Katariina.

## Galerie

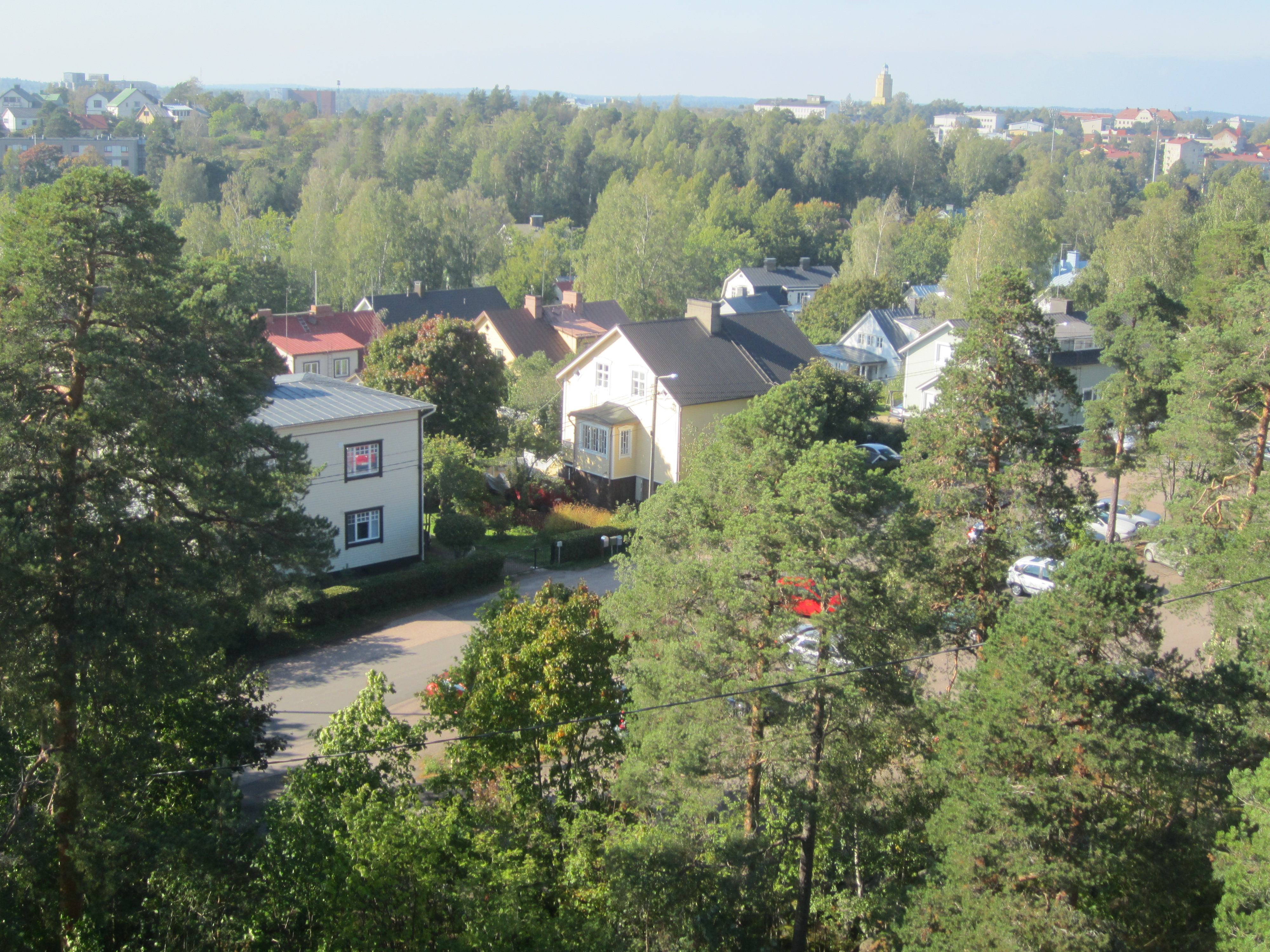
Lehmustie.
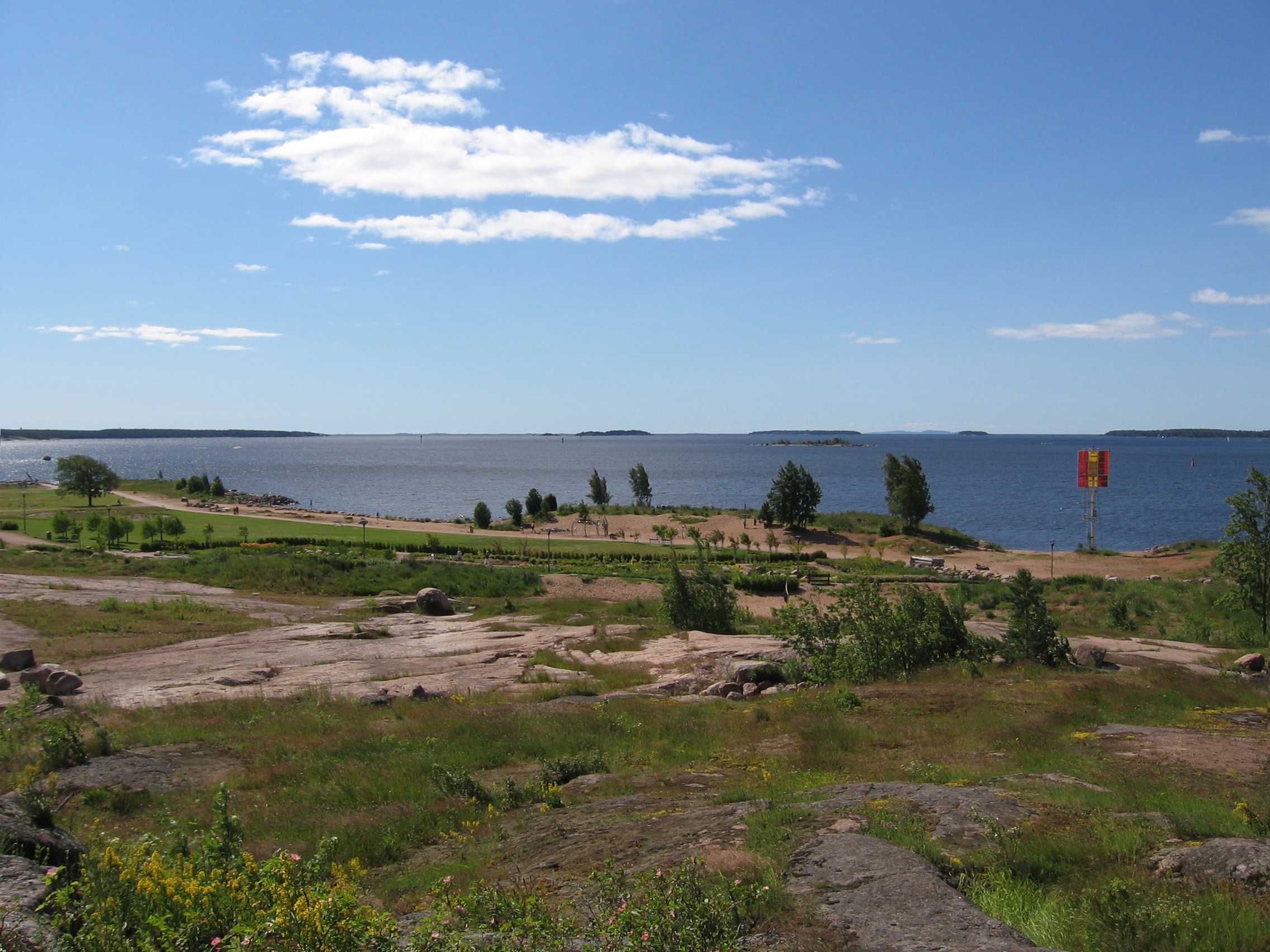
Parc maritime de Katariina.
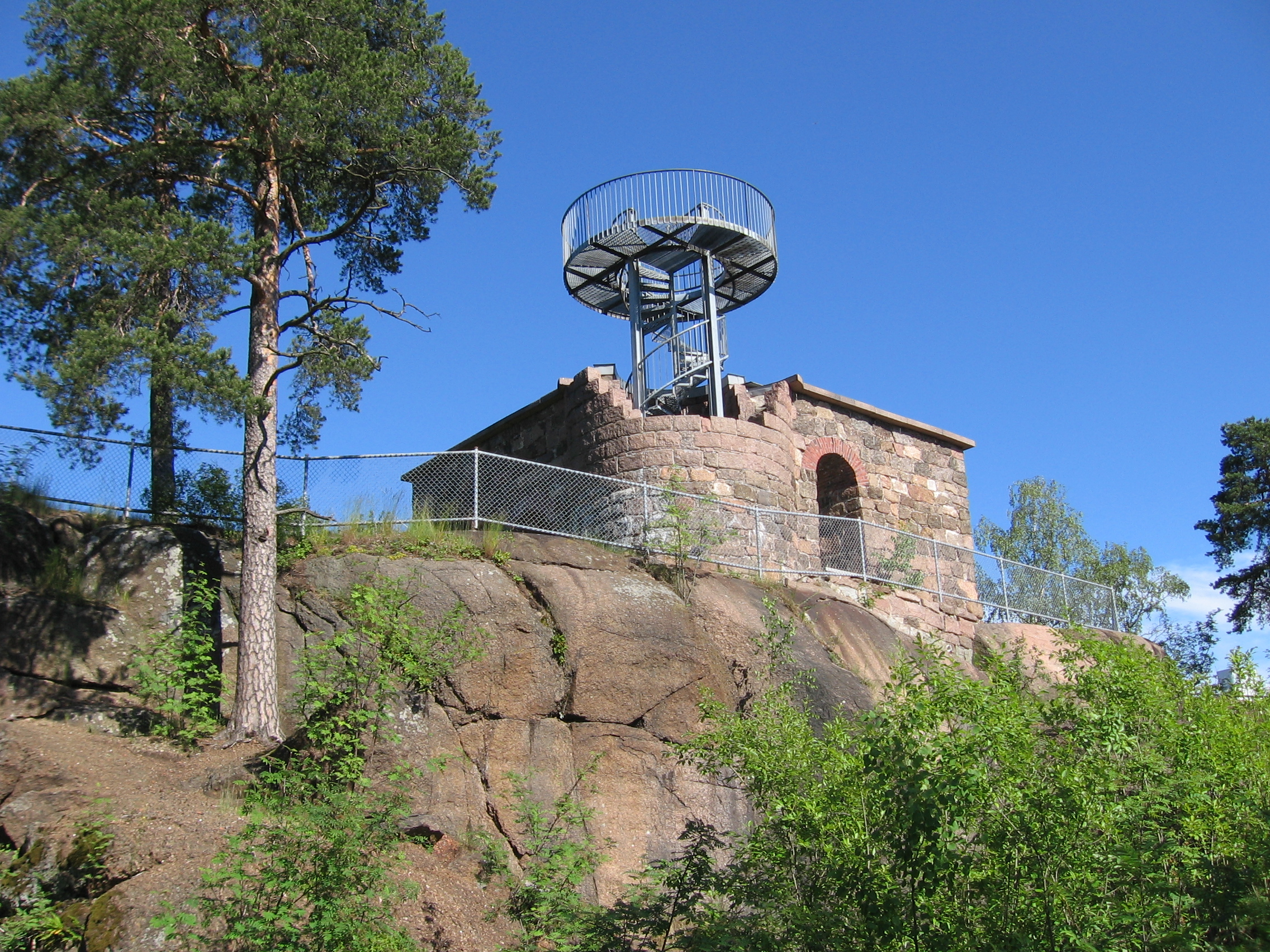
Tour d'observation de la forteresse maritime de Ruotsinsalmi.